# 升旗山
升旗山，又名檳榔山（英語：Penang Hill)，位于槟岛中部，主峰西方山（Western Hill）海拔833（2,733英尺），是槟城的最高点。
其中海拔735（2,411英尺）的旗山（Flagstaff Hill）是升旗山群峰中被开发最多的山峰，也是当地居民和游客的避暑胜地。由于过去英国高官的别墅大多数在这里，山下的士兵利用旗语传递重要讯息，升旗山因而得名。
升旗山山间的气候凉爽宜人，是槟城著名的旅游胜地。游客欲上升旗山，可选择乘坐地面纜車或徒步登山。升旗山缆车建于1922年，当年是为了方便英国人上山度假而建。山上还保留着许多殖民地时期的度假别墅，现在已开放给游客租宿。登山可眺望槟威海峡及威省的景色。山顶上建有一座优美的高地花园，以种植热带植物和花卉为主，是游客赏心悦目的理想场所。该地连同毗邻的槟城国家公园等已被纳入联合国教科文组织世界生物圈保护区网络。

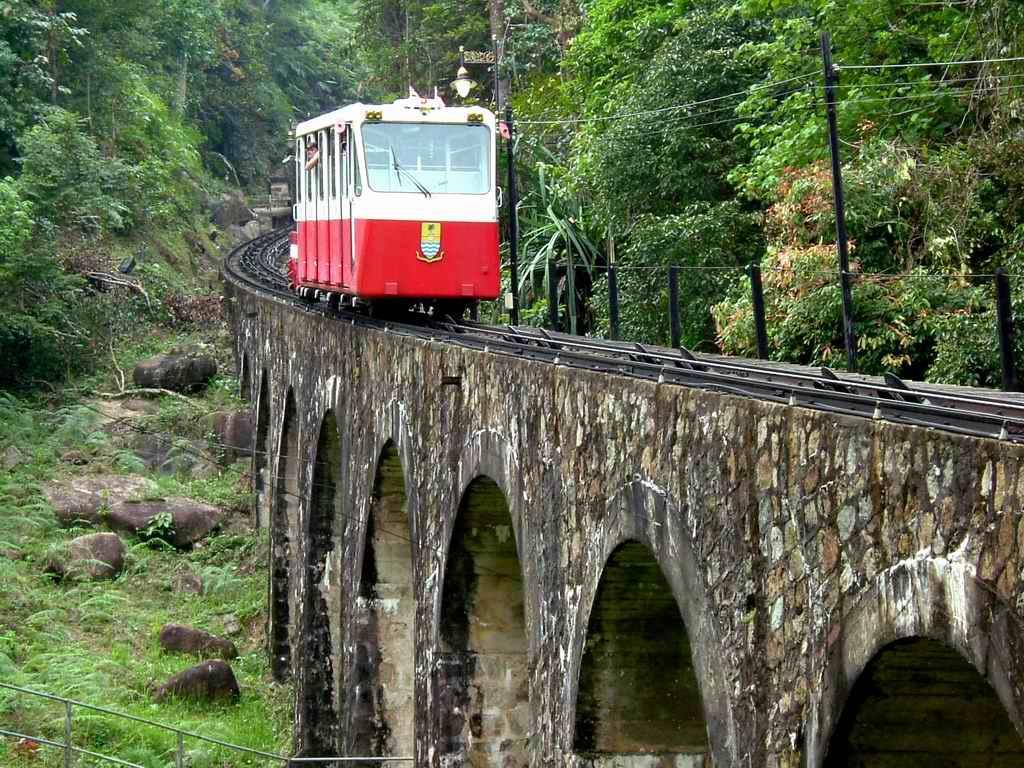
升旗山缆车（现已改用新车厢）